# 広島県道326号原田吉田線
広島県道326号原田吉田線（ひろしまけんどう326ごう はらだよしだせん）は、広島県安芸高田市を通る一般県道である。

## 概要
安芸高田市高宮町原田から安芸高田市吉田町相合（あいおう）に至る。

### 路線データ
- 起点：安芸高田市高宮町原田（広島県道64号三次美土里線交点）
- 終点：安芸高田市吉田町相合（広島県道・島根県道6号吉田邑南線交点）
- 総延長：9.5 km

## 歴史
- 1960年（昭和35年）10月10日 - 広島県告示第682号により広島県道154号原田吉田線として認定される。
- 1972年（昭和47年）11月1日 - 広島県の県道の番号再編により現行名称に変更される。
- 2004年（平成16年）3月1日 - 高田郡の全6町（甲田町・高宮町・美土里町・向原町・八千代町・吉田町）が対等合併して安芸高田市が成立したことに伴い全線が安芸高田市域を通る路線になる。

## 路線状況

### 重複区間
- 広島県道320号浅塚横田線（安芸高田市高宮町原田）

### 道路施設

#### 橋梁
- 雨乞大橋（本村川、安芸高田市）
- 仲田橋（山部川、安芸高田市）

## 地理

### 通過する自治体
- 安芸高田市

### 交差する道路
| 交差する道路                         | 交差する場所           | 交差する場所 |
| ------------------------------------ | ---------------------- | ------------ |
| 広島県道64号三次美土里線             | 高宮町原田             | 起点         |
| 広島県道320号浅塚横田線 重複区間起点 | 高宮町原田             |              |
| 広島県道320号浅塚横田線 重複区間終点 | 高宮町原田             |              |
| 広島県道・島根県道6号吉田邑南線      | 吉田町相合（あいおう） | 終点         |

### 沿線
- 安芸高田市役所（終点付近）

### 峠
- 印内峠（安芸高田市吉田町相合）